# Cieciorki (szczyt)
Cieciorki – wzniesienie w Polsce, w Sudetach Zachodnich, we wschodnim grzbiecie Gór Kaczawskich. Znajduje się w województwie dolnośląskim, powiecie kamiennogórskim, gminie Marciszów.

## Położenie
Góra położona jest we wschodniej części Gór Kaczawskich, niedaleko wsi Pustelnik w gminie Marciszów. Na północno-wschodnich zboczach góry znajduje się nieczynna już linia kolejowa nr 302 Malczyce - Marciszów.

## Charakterystyka
Góra w większości ma łagodne zbocza. Jest w połowie zalesiona, a na jej wschodnich zboczach znajdują się pola uprawne. Na południowych zboczach płynie niewielki strumień Kręta. Wznosi się na wysokość blisko 518 m n.p.m.

## Turystyka
Na szczyt góry nie prowadzi żaden szlak turystyczny. Na południe, u podnóża góry znajduje się wieś Pustelnik, a na wschód od góry jest wieś Domanów.